# Elisabeth Becker
Elisabeth Becker (ur. 20 lipca 1923, zm. 4 lipca 1946 na Wysokiej Górce / Stolzenberg w Gdańsku) – niemiecka nadzorczyni SS (SS-Aufseherin) w niemieckim obozie koncentracyjnym Stutthof.

## Życiorys

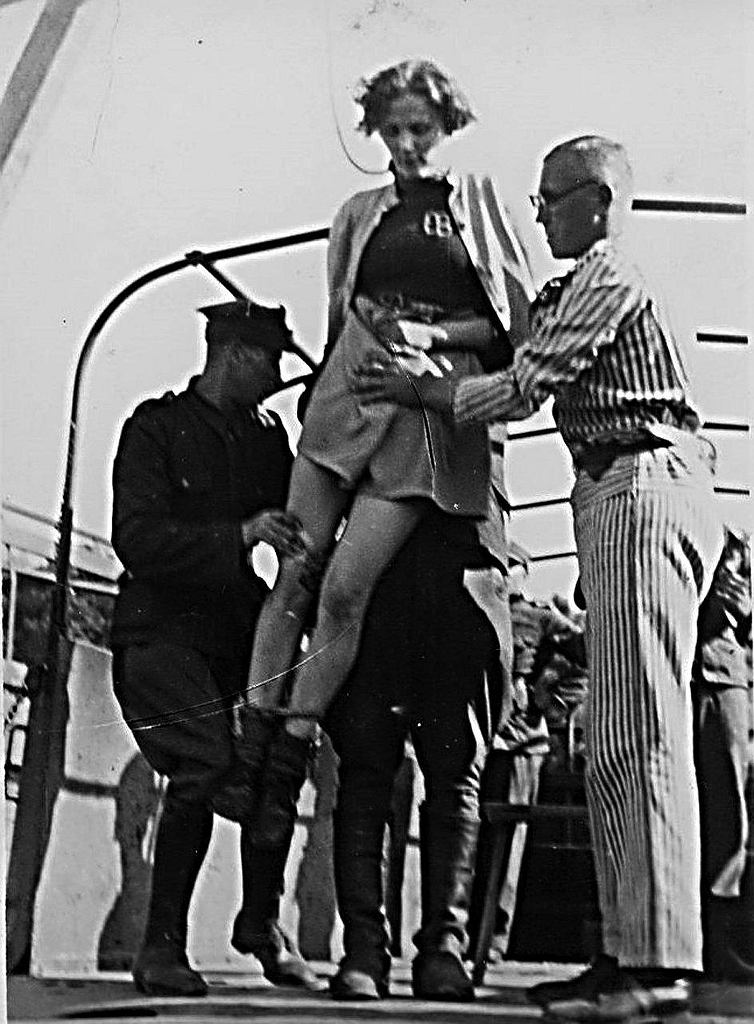
Egzekucja Elisabeth Becker

Mieszkała w miejscowości Neuteich (do 1 września na obszarze Wolnego Miasta Gdańsk) niedaleko Gdańska przy ówczesnej ul. Feuerwebstrasse 3. Była niezamężna. Od 1936 była członkinią NSDAP i Bund Deutscher Mädel. W latach 1938–1940 była zatrudniona jako konduktorka tramwajowa w Gdańsku, 1940–1941 zatrudniona w firmie „Dokendorf” w Nowym Stawie, a w latach 1941–1944 pracowała w administracji ówczesnej gminy Neuteich jako referent ds. rolnictwa.
Od 5 września 1944 do 15 stycznia 1945 pełniła funkcję nadzorczyni SS w niemieckim obozie koncentracyjnym „SK-III Stutthof”. Biła więźniów i prowadziła do komór gazowych. Zachorowała na tyfus i trafiła do szpitala w Gdańsku, gdzie 13 kwietnia 1945 roku została aresztowana.
Stanęła przed sądem podczas pierwszego procesu załogi Stutthofu (od 25 kwietnia do 1 czerwca 1946). 31 maja 1946 została skazana na śmierć. Skierowała prośbę o ułaskawienie do polskiego prezydenta. Sąd wydał pozytywną opinię i zaproponował zamianę kary śmierci na karę 15 lat więzienia, ponieważ jej czyny były mniejszej wagi niż czyny współoskarżonych Jenny Barkmann czy Gerdy Steinhoff. Prezydent Bolesław Bierut jednak nie zastosował prawa łaski.
Elisabeth Becker została publicznie powieszona 4 lipca 1946 na Chełmie w Gdańsku. Wraz z nią stracone zostały m.in. Gerda Steinhoff, Ewa Paradies, Wanda Klaff i Jenny-Wanda Barkmann.